# Claude Hamelin

Wappen von Claude Hamelin

Claude Hamelin (* 10. Juli 1952 in Saint-Patrice-de-Sherrington, Québec, Kanada) ist ein kanadischer Geistlicher und römisch-katholischer Bischof von Saint-Jean-Longueuil.

## Leben
Claude Hamelin empfing am 3. Dezember 1977 das Sakrament der Priesterweihe.
Am 22. Dezember 2015 ernannte ihn Papst Franziskus zum Titularbischof von Apollonia und bestellte ihn zum Weihbischof in Saint-Jean-Longueuil. Der Bischof von Saint-Jean-Longueuil, Lionel Gendron PSS, spendete ihm am 18. März des folgenden Jahres die Bischofsweihe. Mitkonsekratoren waren dessen Amtsvorgänger Jacques Berthelet CSV und der Bischof von Joliette, Raymond Poisson.
Am 5. November 2019 ernannte ihn Papst Franziskus zum Bischof von Saint-Jean-Longueuil. Die Amtseinführung fand am 10. Januar des folgenden Jahres statt.